# Tortula submegalocarpa
Tortula submegalocarpa là một loài Rêu trong họ Pottiaceae. Loài này được (Kindb.) Broth. miêu tả khoa học đầu tiên năm 1902.